# Peak bagging
Le peak bagging est une activité dans laquelle randonneurs, grimpeurs et alpinistes tentent de rejoindre un ensemble de sommets, regroupés au sein d’une liste.
Cette activité a été popularisée dans le monde entier par des listes telles que la liste UIAA des 3000 pyrénéens, les Four-Thousand footers du New Hampshire, les Cinq montagnes sacrées de Chine, les Fourteeners du Colorado et les emblématiques quatorze sommets de plus de 8 000 mètres d'altitude.
Il existe d’innombrables listes qu’un adepte du peak bagging (peak bagger) peut poursuivre. Une liste regroupe généralement un ensemble de sommets dans une zone géographique donnée dans laquelle ces derniers doivent avoir une certaine importance (sommets les plus élevés, sommets les plus proéminents).

## Histoire

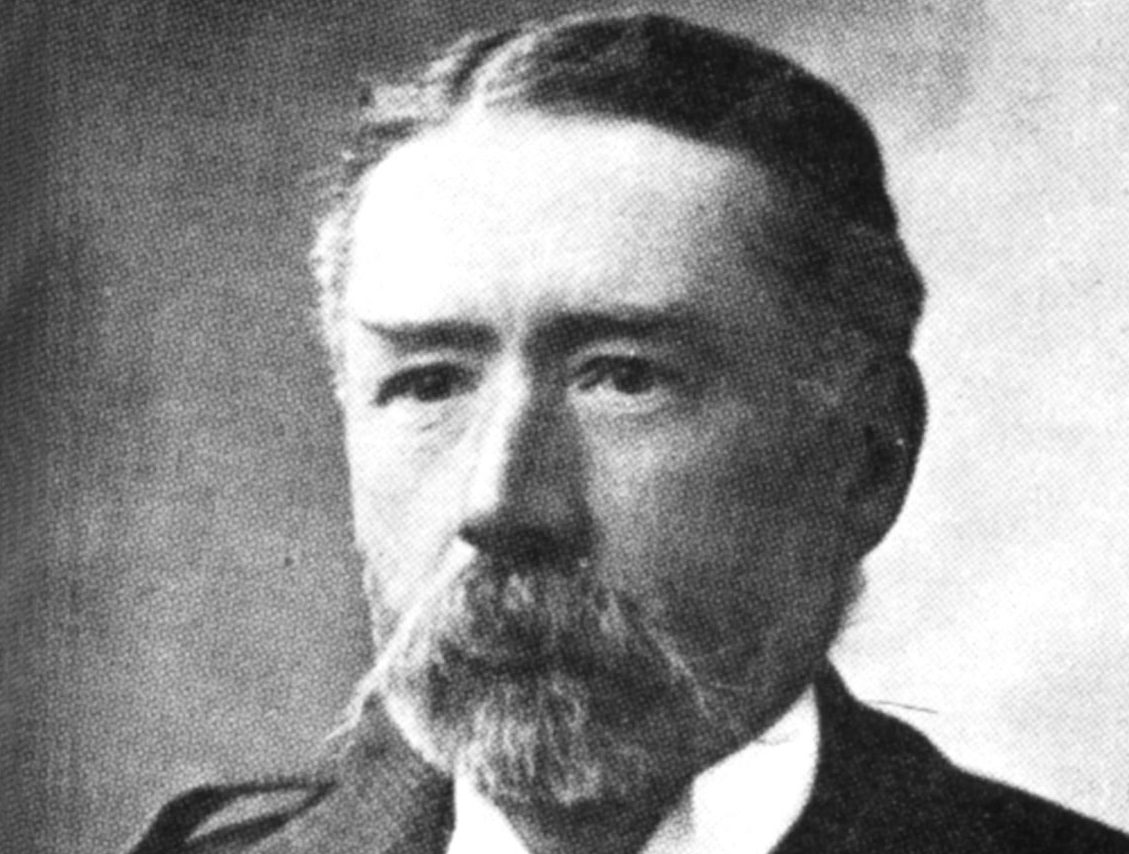
Sir Hugh Munro.

Au terme de l'âge d'argent de l'alpinisme, la plupart des premières ascensions européennes sont réalisées. L'intérêt des alpinistes se dirige alors vers la découverte de nouvelles façons de rejoindre le sommet de montagnes déjà gravies. Dans les années 1890, Sir Hugh Thomas Munro établit la liste des munros, c'est-à-dire des plus hauts sommets d'Écosse. Réaliser l'ascension des sommets présents sur cette liste devient rapidement connu sous le terme de peak bagging,.

## Principales listes de sommets

### Internationales
- Les sept sommets (Seven Summits en anglais) sont les montagnes les plus élevées de chacun des sept continents.
- Les sept seconds sommets (de l'anglais Seven Second Summits) sont les sept deuxièmes montagnes les plus élevées de chacun des sept continents sur Terre.

### Europe
- Les 4 000 m des Alpes : 82 sommets de plus de 4 000 m des Alpes selon UIAA.
- Les munros d'Écosse : 282 sommets de plus de 3 000 pieds d'altitude.
- Les marilyns : 1 554 sommets de Îles Britanniques de plus de 150 m de proéminence.
- Les hewitts sont des collines en Angleterre, au pays de Galles et en Irlande de plus de 2 000 pieds d'altitude, au nombre de 528.
- Les nuttalls sont des montagnes en Angleterre et au pays de Galles de plus de 2 000 pieds (610 m) d'altitude avec une hauteur relative d'au moins 15 mètres. Ils sont 444 au total.
- les grahams sont des sommets d'Écosse dont l'altitude est comprise entre 600 et 762 m (2 500 pieds) et la proéminence supérieure à 150 m. Cette liste compte 231 sommets. Les Corbetts sont définis de manière assez similaire comme étant les sommets d'Écosse de plus de 2 000 pieds (609 m) d'altitude et de plus de 500 pieds de proéminence (152 m).

### Amérique du Nord
- Dans le jargon des alpinistes américains, le terme de fourteener s'applique aux sommets de plus de 14 000 pieds (4 267 mètres) d'altitude. Aux États-Unis, 96 sommets répondent à cette définition.
- Les Adirondack High Peaks sont un ensemble de 46 sommets situés dans les monts Adirondacks au nord-est de l'État de New York.
- Les Catskill High Peaks sont un ensemble de 35 sommets des montagnes Catskill dans l'État de New York.

### Asie
- Les 100 montagnes célèbres du Japon (日本百名山, Nihon Hyaku-meizan?) est une liste de sommets du Japon qui provient d'un ouvrage écrit en 1964 par l'écrivain et montagnard Kyūya Fukada.